# Championnats de France de natation en eau libre 2024
Navigation
Dunkerque 2023 Martigues 2025
Les Championnats de France de natation en eau libre 2024 ont lieu à Compiègne du 23 au 25 juin 2024.
Cette année, il n'y a pas eu d'épreuve de relais mixte contrairement aux éditions précédentes.
L'édition 2024 se déroule quelques jours avant les Jeux olympiques à Paris.

## Podiums

### Hommes
| Épreuves | Or             | Or                 | Argent                | Argent             | Bronze          | Bronze             |
| -------- | -------------- | ------------------ | --------------------- | ------------------ | --------------- | ------------------ |
| 5 km     | Logan Fontaine | n.c.               | Jean-Baptiste Clusman | n.c.               | Émile Mesmacque | n.c.               |
| 10 km    | Jules Wallart  | 1 h 47 min 55 s 71 | Jean-Baptiste Clusman | 1 h 50 min 59 s 99 | Axel Reymond    | 1 h 51 min 13 s 65 |

### Femmes
| Épreuves | Or            | Or                 | Argent         | Argent             | Bronze            | Bronze             |
| -------- | ------------- | ------------------ | -------------- | ------------------ | ----------------- | ------------------ |
| 5 km     | Salomé Morel  | 1 h 01 min 35 s 31 | Marie Boulant  | 1 h 02 min 49 s 50 | Alice Calais      | 1 h 03 min 10 s 69 |
| 10 km    | Marie Boulant | 2 h 04 min 10 s 28 | Lili Paillisse | 2 h 06 min 42 s 89 | Mathilde Prouvost | 2 h 07 min 02 s 49 |